# Rijkswaterstaat
Rijkswaterstaat er den nationale hollandske forvaltningsenhed, med ansvar for de veje og indenlandske vandveje. Forvaltningen er underlagt det ministeriet for veje og vandvidenskab.

## Ekstern henvisning
Officiel hjemmeside
- Wikimedia Commons har flere filer relateret til Rijkswaterstaat